# Córdoba (Argentina)
- Articolul se referă la orașul Córdoba din Argentina. Pentru orice alte sensuri, vedeți Córdoba (dezambiguizare).

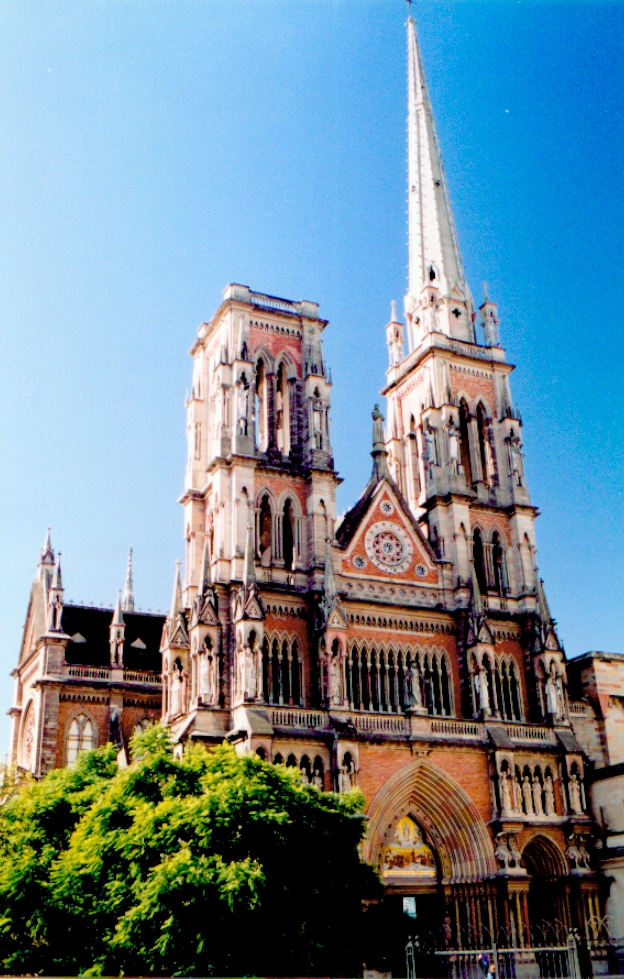
Biserica "Iglesia de los Capuchinos"

Córdoba este un oraș în Argentina, al doilea oraș ca mărime a populației, după Buenos Aires, cu circa 1.500.000 de locuitori.

## Monumente
- Catedrala din Córdoba (Argentina)

## Personalități născute aici
- Arturo Capdevila (1889 - 1967), scriitor, istoric;
- Abel Posse (n. 1934 - 2023), scriitor;
- Marcos Aguinis (n. 1935), scriitor;
- Fernando de la Rúa (1937 - 2019), politician, fost președinte al Argentinei⁠(d);
- Hugo Campagnaro (n. 1980), fotbalist;
- Matías Omar Degra (n. 1983), fotbalist;
- Javier Pastore (n. 1989), fotbalist;
- Cristian Romero (n. 1998), fotbalist;
- Paulo Londra (n. 1998), cântăreț;
- Alejandro Garnacho (n. 2004), fotbalist.